# الدجادج (السبرة)

تعديل مصدري - تعديل

الدجادج هي إحدى قرى عزلة عروان بمديرية السبرة التابعة لمحافظة إب، بلغ تعداد سكانها 741 نسمة حسب تعداد اليمن لعام 2004.